# Hegyi Mari Drámai Színház
A Hegyi Mari Drámai Színház (hegyi mari nyelven: Кырык мары драма театр, orosz nyelven: Горномарийский драматический театр), kisebb színház Oroszországban, Mariföld Kozmogyemjanszk (hegyi mari nyelven Cikma) nevű városában. A Volga parti kisváros a Hegyi mari járás székhelye és kulturális központja.

## Ismertetése
Küldetése a hegyi mari hagyományok és nyelv ápolása, megőrzése. A város egyetlen színháza hegyi mari és orosz nyelven egyaránt tart előadásokat, a mari nyelvű előadásokat szinkrontolmácsolással fordítják oroszra. Évente 3-5 bemutatója is van és a különféle évfordulós műsoros esteken tematikus programokkal vesz részt. Vezetője:
- 2002–2019 között Alekszej Vaszkanov nyugdíjas alezredes, több mint 20 évig hivatásos tiszt volt. A színház számára több orosz színművet fordított hegyi mari nyelvre.
- 2019. júniustól: Ljudmila Atlaszkina. Korábban rádiós újságíró, valamint a színház és a joskar-olai Mari Nemzeti Drámai Színház színésznője is volt.[1]
- vezető rendezője Olga Iszkoszkina, korábban ugyancsak színésznő, a színház alapító tagja. [2]

Önálló színházépülete nincs. A társulat az első bemutató óta a város kulturális központjának második emeletén tartja előadásait. A központot 1980-ben építették és Jakov Espaj (1890–1963) mari zeneszerzőről, folklorista-zenekutatóról nevezték el.
2019 decemberében ünnepelte fennállásának 25. évfordulóját. 

## Története
Mariföld első elnökének rendeletével alapították meg 1994-ben. Az első előadást 1994. december 3-án tartották, egy helyi drámaíró erre az alkalomra írt hegyi mari nyelvű darabját adták elő. Művészeit előzőleg a mariföldi főváros, Joskar-Ola zeneművészeti főiskolájának színházi osztályán képezték ki. 
Az első tíz  év nehéz időszak volt a színház életében is. Megalapításakor a joskar-olai Mari Nemzeti Drámai Színház filiáléjaként ifjúsági színháznak nevezték, kezdetben csak meghívott rendezőkkel működött. 2000 tavaszán lett önálló, és kapta meg a drámai színház státust. Több alkalommal sikerrel szerepelt a Finnugor (nyelvű) Népek Nemzetközi Színházi Fesztiválján (2008, 2010, 2012). 2017-ben szerezték be az előadások egyidejű fordítására szolgáló berendezést, ezzel lehetőség nyílt arra, hogy aktívabban vonzza a csak oroszul beszélő közönséget a mari nyelvű bemutatókra.